# Heinrich von Zeschau (General, 1837)
Heinrich Leopold von Zeschau (* 22. Februar 1837 in Dresden; † 8. September 1904 ebenda) war ein sächsischer Generalleutnant und langjähriger Stadtkommandant von Dresden.

## Leben
Heinrich von Zeschau entstammte dem meißnischen Uradelsgeschlecht von Zeschau und war Sohn des königlich-sächsischen Majors und Oberzollrats Adolf von Zeschau. Er war mit Natalie Bramsch verheiratet und war Vater von mindestens vier Kindern, nämlich den sächsischen Offizieren Heinrich, Adolf und Ernst, sowie Margarethe, welche mit dem späteren sächsischen Generalmajor Georg Wermuth verheiratet war.
Heinrich von Zeschau wurde zunächst im Elternhaus und beim Pastor Kohl in Lauenstein erzogen und trat am 1. April 1853 als Kadett in die IV. Division des sächsischen Kadettenkorps ein. Nach langjähriger Erziehung wurde er am 1. April 1858 als Portepeejunker dem 13. Infanterie-Bataillon zugeteilt. Im Zuge der Mobilmachung anlässlich des bevorstehenden Konflikts zwischen Österreich und Frankreich wurde er unter Beförderung zum Leutnant am 12. Januar 1859 (Patent: 20. Januar 1858) der 3. Kompanie des 16. Infanterie-Bataillons ernannt. Am 1. Mai des Jahres wurde er dem mobilen 14. Bataillon zugeteilt, wobei durch Einmischung von Preußen eine Beteiligung der deutschen Kleinstaaten unterbunden werden konnte. In den folgenden Jahren wurde er am 9. September 1864 zum Oberleutnant im 13. Bataillon befördert. Nach Ausbruch des Krieges gegen Preußen wurde er Bataillonsadjutant des 14. Bataillons unter Oberstleutnant von Bünau und rückte mit diesem zum Anschluss an die österreichische Armee nach Böhmen aus. Er beteiligte sich an der Schlacht bei Gitschin und konnte mit seinem Bataillon einen preußischen Angriff abwehren. Nach zwei beschwerlichen Märschen erreichte von Zeschau mit seinem Bataillon am 1. Juli Nieder-Prschim. Nachfolgend beteiligte er sich an der Schlacht bei Königgrätz, wo er schwerstens verwundet wurde. Ein Schuss traf ihn dicht unterhalb des linken Auges und mündete auf der rechten Seite des Gesichtes wieder aus, wobei er durch einen Hauptmann Süßmilch von Hörnig und seiner Ordonnanz in eine Jesuitenschule bei der Festung Königgrätz gebracht werden konnte. Am nächsten Tage begab er sich nach Hohenmauth und nahm von dort die Bahn nach Brünn, von wo er mit einem Lazarettzug nach Wien gelangte. Nach mehren Stationen kam er Ende September schließlich bei Teplitz an, was er am 26. Oktober zwecks übersiedlung nach Dresden wieder verließ. In Dresden konnte er endlich operiert werden, wobei seine Narben noch Jahre später sichtbar waren. Für seine Verdienste im Krieg wurde er mit dem österreichischen Militärverdienstkreuz mit Kriegsdekoration ausgezeichnet.
Nach der Niederlage des Königreich Sachsen und anschließender Neuorganisation der sächsischen Armee wurde er am 1. April 1867 zum Adjutanten des 1. Königlich Sächsischen Leib-Grenadier-Regiment Nr. 100 ernannt. Nach Beförderung zum Hauptmann am 1. August 1868 wurde er Kompaniechef der 8. Kompanie des Grenadier-Regiment „Kaiser Wilhelm, König von Preußen“ (2. Königlich Sächsisches) Nr. 101. Nach Ausbruch des Krieges gegen Frankreich rückte er mit seiner Kompanie an die Front, wobei er zunächst an der Schlacht bei Gravelotte teilnahm und dort zweimal verwundet wurde. Einmal erhielt er einen Schuss in der Höhe der rechten Hüfte durch das Fleisch und ohne Knochenverletzung, das andere Mal im Moment des Ersteigens einer Mauer durch einen Schuss in den rechten Fuß, der die kleinen Zehe zerschlug. Nach Lazarettbesuch kehrte er nach Dresden zurück und stellte sich im November des Jahres dem stellvertretenden Generalkommando zur Verfügung. Er führte darauf eine Abteilung Ersatzmannschaften auf den Kriegsschauplatz und geriet am 29. November des Jahres bis vor Paris. Dort übernahm er erneut seine Kompanie und konnte zwischen dem 14. und 15. Januar 1871 einen französischen Angriff zweier Kompanien abwehren und einen Hauptmann sowie 13 Mannschaften gefangen nehmen. Mit dem Ritterkreuz des Militär-St.-Heinrichs-Ordens und dem Eisernen Kreuz II. Klasse kehrte er nach Sachsen zurück.
1872 befehligte er die Ehrenkompanie anlässlich des Empfangs des deutschen Kaisers Wilhelm I. zur goldenen Hochzeit des sächsischen Königs Johann. Vom 10. Februar bis zum 28. Mai desselben Jahres war er zur Dienstleistung beim 2. Garde-Regiment zu Fuß abkommandiert und war beim Kaisermanöver 1876 als Ordonnanzoffizier zum deutschen Kaiser befehligt und erhielt eine goldenene Dose mit dem kaiserlichen Namenszug. Am 24. April 1878 erfolgte seine Beförderung zum Major und darauf am 1. Juni des Jahres seine Versetzung als überzähliger Stabsoffizier in das Leib-Regiment sowie kurz darauf in das Grenadier-Regiment 101. Nach mehrjähriger Dienstzeit wurde er am 1. April 1881 Bataillonskommandeur des II. Bataillons des neuerrichteten 9. Infanterie-Regiment Nr. 133 in Zwickau. Nach vierjähriger Dienstzeit wurde er unter Beförderung zum Oberstleutnant am 20. März 1885 als etatsmäßiger Stabsoffizier in das 8. Infanterie-Regiment „Prinz Johann Georg“ Nr. 107 in Leipzig verlegt. 1886 nahm er an einem Kursus an der Militärschießschule in Spandau teil und diente vom 1. Oktober 1887 bis zum 1. April 1888 als Instruktor des jugendlichen Kronprinzen von Griechenland, welcher zur damaligen Zeit in Leipzig studierte und dem Regiment attachiert war. Am 20. März 1889 erfolgte seine Beförderung zum Oberst und Regimentskommandeur seines Regiments. Unter weiterer Beförderung zum Generalmajor am 24. Januar 1892 (Patent: 16. November 1891) wurde er zum Brigadekommandeur der 3. Infanterie-Brigade Nr. 47 ernannt, wobei er schon am 22. September des Jahres zum Stadtkommandanten von Dresden ernannt wurde. Am 16. August 1892 nahm er als Vertreter der sächsischen Armee an einer Umbestattung der im Feldzug 1866 gefallen österreichischen und sächsischen Soldaten in Atzgersdorf teilnahm. Anfang 1895 erhielt er noch den Charakter eines Generalleutnants, bevor er am 24. März 1897 unter Genehmigung seines Abschiedsgesuches zur Disposition gestellt wurde.
Im Ruhestand wirkte er als Landesdelegierter der freiwilligen Krankenpflege im Königreich Sachsen. Er war Mitglied der Deutschen Adelsgenossenschaft und war ab 1902 Vorsitzender der Landesabteilung Königreich Sachsen dieser. Er verstarb durch einen Schlaganfall und wurde unter großer Anteilnahme auf dem Innerer Neustädter Friedhof in Dresden begraben, wobei zahlreiche Persönlichkeiten erschienen, darunter Kriegsminister Max von Hausen, die Generäle Heinrich Leo von Treitschke, Hugo von Altrock, Alban von Montbé, Oskar von Reyher, Paul von Hingst, der Stadtkommandant Adolf von Stralenheim, Hermann von Broizem, Johann O’Byrn, Konstantin von Hoenning O’Carroll, Kurt von Schmalz, von Minckwitz, von Hausen, Johannes Anton Larraß, Georg von Schlieben, Hans von Kirchbach, Felix Barth, Camillo von Watzdorf, Ernst Hugo von Wolf, Hermann von Schweinitz, Erdmann Schubert, Maximilian von Laffert, von Süßmilch-Hornig, Karl von Friesen-Miltitz und andere. Weiterhin waren zahlreiche Vereine, Militärvereine, Veteranenvereine etc. anwesend, wobei er Oberkonsistorialrat Dibelius eine Trauerrede hielt. Während der Trauermarsch von Chopin spielte, wurde der Sarg von Unteroffizieren des Grenadier-Regiments 101 getragen, wobei die Offiziere Oberstleutnant von dem Busch, Major von Seckendorff und Major Kurt von Reyher seine vielen hohen Ordensauszeichnungen auf Kissen trugen.